# スティレット

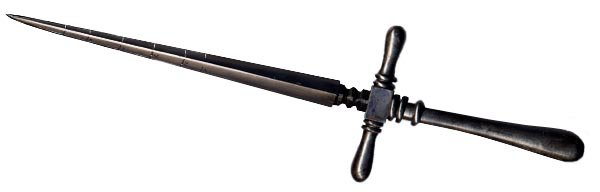
スティレット

スティレット（イタリア語:stiletto、ドイツ語: Stilett、英語:stylet）は短剣の一種で、中世期後半、チェインメイル（鎖帷子）が普及し、それまでの剣等ではなかなか相手にダメージを与えられなくなった時代に発明されたと言われる武器。イタリアの北ヴェネト州で作られたスティレットはフセット（fusetto）と呼ばれる。
瀕死の重傷を負った騎士にとどめを刺すために用いられたということから、「慈悲」(ラテン語: misericordia、英語: mercy）の一撃を与えるという意味でミゼリコード（英語: misericord）と呼ばれることもある。
十字架の様な形状で、先端が尖っている。また、短剣の部類としては長身で、大概は全長30cm程である。先端は鋭利だが、両側に刃は付いていない。針の部分が四角、三角、あるいは平たい形状のものもあるが、使い方は一緒である。殺傷を目的として、鎖帷子や鎧の隙間を狙って敵を突き刺すのに使うために作られた武器である。達人は鎧ごと貫く事も出来たと言われるが、他の武器に比べリーチが余りに短いため、メインの武器ではなく、とどめ専用として携帯されていたとされる。12世紀以降にドイツやイングランドで武器として使用された。
イギリスの作家ケン・フォレットが1978年に発表し、1981年に映画化もされたスパイ小説『針の眼』では、携行性の便利さから暗殺者が愛用する武器として設定されている。